# Пазарлар
Пазарлар (на гръцки: Αγορά, Агора, до 1927 година Παζαρλάρ, Пазарлар) е село в Гърция, част от дем Доксат на област Източна Македония и Тракия.

## География
Селото се намира на 260 m надморска височина в източната част на Драмското поле, на 15 километра източно от град Драма, в западното подножие на Урвил.

## История

### В Османската империя
В началото на ΧΧ век Пазарлар е турско село в Драмска каза на Османската империя. Според Васил Кънчов („Македония. Етнография и статистика“) в 1900 година Пазарларъ има 180 жители турци.

### В Гърция
След Междусъюзническата война в 1913 година селото попада в Гърция. Според гръцката статистика, през 1913 година в Пазарлар (Παζαρλάρ) живеят 315 души.
След Лозанския договор (1923), сложил край на Гръцко-турската война турското население на Пазарлар е изселено в Турция по силата на Лозанския договор и на негово място са настанени гърци бежанци от Турция. В 1928 година Пазарлар е чисто бежанско село със 72 бежански семейства и 310 души бежанци. В 1927 година името е сменено на Агора, в превод пазар.
Населението се занимава с отглеждане на тютюн, жито и други земеделски култури, както и със скотовъдство.
| Име        | Име            | Ново име  | Ново име  | Описание                                                |
| ---------- | -------------- | --------- | --------- | ------------------------------------------------------- |
| Каваз Кою  | Καβὰζ Κογιοῦ   | Станес    | Στάνες    | местност З от Пазарлар                                  |
| Пазарлар   | Παζαρλὰρ       | Плагия    | Πλαγιά    | връх в Ярум Кая (619,2 m), СИ от Пазарлар               |
| Челек Кою  | Τσελέκ Κουγιοῦ | Пигади    | Πηγάδι    | местност СЗ от Пазарлар                                 |
| Гьоврек Т. | Γιοβρὲκ Τ.     | Ксеровуни | Ξεροβοῦνι | връх в Ярум Кая (521 m), СИ от Пазарлар                 |
| Ярум Кагия | Γιαρούμ Καγιὰ  | Врахос    | Βράχος    | най-високият връх на Ярум Кая (189,6 m), СИ от Пазарлар |

| Година    | 1913 | 1920 | 1928 | 1940 | 1951 | 1961 | 1971 | 1981 | 1991 | 2001 | 2011 | 2021 |
| --------- | ---- | ---- | ---- | ---- | ---- | ---- | ---- | ---- | ---- | ---- | ---- | ---- |
| Население | 315  | 374  | 415  | 525  | 415  | 382  | 240  | 167  | 212  | 192  | 101  | 101  |